# Beslutningstagen
Beslutningstagen betegner bredt formuleret den fase i en planlægning eller strategi, hvor der tages en faktisk beslutning. I videnskaben, især i fagene Politologi og organisationsteori er beslutningstagen en fællesbetegnelse for studier, der i særlig grad fokuserer på den politiske beslutningsproces eller beslutningsprocessen i virksomheder og organisationer.

## Forskningsoversigt

### Rational Choice
Før 2. Verdenskrig var fokus i de politiske studier især rettet mod indretningen af det politiske system. I politologien udviklede beslutningstagen som et selvstændigt forskningsområde sig i løbet af 1950’erne med udgangspunkt i den såkaldte Rational Choice teori. Rational Choice forudsætter, at rationelle beslutninger er målet for den politiske aktør, som enten forfølger sin egeninteresse eller en gruppes fælles interesser. På baggrund af en klar målsætning opstiller de personer eller grupper, der indgår i den konkrete beslutningstagen de mulige alternativer, som må antages at kunne indfri målsætningen. Det endelige valg vil da være det, der giver størst nytte (for en enkelt aktør: størst egennytte), og hvis aktørerne kommer ud for samme valg på et senere tidspunkt, vil beslutningen være den samme som oprindelig 
Downs udviklede i forlængelse af sin grundlæggende antagelse en teori om koalitionsdannelse. Antagelsen var, at vælgernes ønsker kunne opstilles som en normalfordelt variabel. Den politiske beslutningsproces ville derfor være optimal, hvis den gennemførte politik netop kunne tiltrække den midterste vælger.
James M. Buchanan og Gordon Tullock videreudviklede Rational Choice traditionen, bl.a. ved at fremhæve, at Downs’ forudsætning kun er gyldig, hvis der ikke foregår en forhandling mellem parterne. Hvis vælgerne og de politiske beslutningstagere indgår i forhandlinger, vil disse kunne udvikle sig til et kompromis, hvor frygten for et dårligere resultat skaber muligheden for at flertallet accepterer ”mindste fælles fold”.

### Inkrementalisme
Den amerikanske politolog Charles Lindblom kritiserede Rational Choice for to grundlæggende fejlslutninger:
- 1) at overvurdere aktørernes adgang til information
- 2) at undervurdere de faktiske modsætninger mellem forskellige interessegrupper og disse gruppers organisering.

Med dette udgangspunkt udformede han inkrementalistismen. Denne teori om beslutningstagen forudsætter, at aktørerne ikke på forhånd har formuleret klare mål. De søger at opnå løsninger, der afviger mindst muligt fra den førte politik for at skabe et holdbart kompromis. Behandlingen af alternative forslag og konsekvensanalyser begrænses til det mindst mulige for at opnå formel enighed blandt beslutningstagerne. Magtrelationerne i beslutningsfasen bliver herved skjult for offentligheden. Lindbloms teori har været benyttet i case – studier, især af offentlige institutioner, hvor det viser sig, at beslutningstagerne ofte tager udgangspunkt i forslag til mindre ændringer af de eksisterende forhold.

### Begrænset rationalitet
Peter Bachrach og Morton Baratz udvidede perspektivet for beslutningstagen til at omfatte "fastsættelse af dagsorden" og ”vælgernes inddragelse”. De tog udgangspunkt i et magtperspektiv, som ikke blot omfattede den formelle politiske beslutningstagen, men også uformelle dagsordener, der omfattede økonomiske interesseparter og lobbyister. Med dette som udgangspunkt fremhævede de, at magten til at forhindre beslutningers gennemførelse er mindst lige så vigtig som den formelle magt til at gennemføre visse faktiske beslutninger. Denne teori har i Danmark været benyttet i studier af embedsmændenes bestræbelser på at forhindre implementeringen af vedtagne politiske beslutninger. Aktørerne handler på grundlag af begrænsede informationer og er derfor ikke fuldt rationelle. tesen om "begrænset rationalitet" har inspireret økonomer, der beskæftiger sig med adfærdsøkonomi, blandt andre Nobelpristageren Richard Thaler.

### Nyinstitutionalismen
James March og Johan P. Olsen opfatter beslutningsprocessen som løst struktureret. De påpeger, at løsninger ofte er udarbejdet, uden at der er sket en udredning af problemerne, og at aktørerne indtager positioner på grundlag af faktorer, der er beslutningen uvedkommende. Denne indfaldsvinkel benyttes ofte i case – studier, som fokuserer på implementeringsfasen, hvor anarkiet tilsyneladende kommer til fuld udfoldelse. Med dette udgangspunkt udviklede de teorien om nyinstitutionalismen. Hovedpointen er, at de politiske institutioner  både er styret af formelle regler, normer og rutiner, og samtidig af sociale grupper og enkeltindivider, der indgår i magtkampe om at positionere sig. Det betyder bl.a., at institutioner ikke blot er ansvarlige for implementeringen af de vedtagne beslutninger, men også selv optræder som aktører i beslutningsprocessen. Problemløsningen kan under disse forudsætninger optimeres gennem lateral tænkning.
March & Olsens tidlige analyser er deskriptive modeller, der primært knytter sig til case-studier. I democratic governance præsenterer de imidlertid en normativ indfaldsvinkel til beslutningstagen, hvor bl.a. den offentlige debat indgår som politisk faktor. Der er en konflikt mellem forsøget på at etablere fælles værdier på den ene side og den nødvendige gennemførelse af kompromisser på den anden side. Debatten om fælles værdier er medvirkende til at begrænse dagsordenen og i kraft heraf legitimere de gennemførte beslutninger.

### Sociofysik
I nyere tid er det blevet forsøgt at bruge mere kvantitative fysiske metoder til at forstå beslutningsprocesser. Det har bl.a. ført til Sznajd-modellen.

## Danske eksempler
De danske eksempler på beslutningsanalyser synes i nogen grad at trække på flere af de teoretiske positioner  Mange diskursanalyser af politik inddrager overvejelser over begrænset rationalitet i et magtperspektiv . Andre har arbejdet med at understrege den store kompleksitet i beslutningsprocesser. Det påpeges fx, at der må være et værdipolitisk udgangspunkt for beslutningstagen, som udmønter sig i regler, der kan underkastes en evaluering. En af de mest udbyggede teorier opererer med en række faser og grupper af aktører:
- 1) Politikformulering.
- 2) Policy design [13]
- 3) Implementering [14]
- 4) Præstation [15]
- 5) Evaluering.[16]

Som ramme om analysen undersøges den socioøkonomiske kontekst, fx de demografiske betingelser for beslutningen.
Teorien omfatter endvidere en dimension, hvor graden af decentralisering fastlægges og udnyttes som resurse.

## Modeller
Organisationssociologien har udviklet en række modeller for beslutningstagen. De fleste tager udgangspunkt i begreber, udviklet af Herbert Simon og benyttes som udviklingsværktøjer. Der findes mange forskelle udgaver, som normalt inddrager flg. hovedområder i analysen af en beslutning:
- Planen eller strategien opstår, fordi der er behov for at løse et problem
- Problemet analyseres og alternative forslag præsenteres for beslutningstagerne
- Der fastsættes en dagsorden for sagsbehandlingen
- Beslutningen træffes
- Organisationen inddrages i implementeringen af den nye plan eller strategi
- Der gennemføres en evaluering, som skal benyttes til at kortlægge problemer eller utilsigtede konsekvenser
- Der udarbejdes en ny plan eller strategi, som skal løse de nye problemer

Implementeringen afhænger af
- Rammebetingelser
- Sammenhæng mellem mål og midler hænger sammen
- Samspillet mellem aktørerne
- Viden, færdigheder, holdninger og adfærd
- Ledelsesstil og organisationsforhold
- Inddragelse af aktører på alle niveauer

## Anvendelse
Internettet har en række eksempler på den strategiske anvendelse af beslutningsmodeller, se afsnit [7. Internet]

## Internet
- Kjeldsen, John Ibsen: Strategier for implementering af edb-baserede konstruktions-og produktionsteknologier i virksomheder (Webside ikke længere tilgængelig)
- Masteruddannelse Arkiveret 17. april 2010 hos  Wayback Machine
- IMPLEMENTERING OG EVALUERING AF POLITIK FOR ADMINISTRATION OG SERVICE FOR BORGERNE I RANDERS KOMMUNE Arkiveret 4. marts 2016 hos  Wayback Machine

- Mandag Morgen og Innovationsrådet Arkiveret 20. januar 2022 hos  Wayback Machine